# Cymbrowie
Cymbrowie (łac. Cimbri) – lud pochodzenia prawdopodobnie germańskiego, wywodzący się z krainy Himmerland na północy Półwyspu Jutlandzkiego. Pochodzenie Cymbrów nie jest jednoznacznie ustalone, ponieważ imiona ich wodzów noszą celtyckie brzmienie: Boiorix, Lugins, Claodicus, Ceasorix.

Migracje Cymbrów

Pod koniec II w. p.n.e. Cymbrowie podjęli wędrówkę na południe Europy. Prawdopodobnie wówczas zakończyli władzę Celtów na obszarze środkowoniemieckim. W 120 p.n.e. Cymbrowie ruszyli przez ziemie celtyckich Bojów i Skordysków na południe. W następnych latach przeprawili się przez Dunaj i w 113 p.n.e. pokonali pod Noreią dwa próbujące ich zatrzymać rzymskie legiony, dowodzone przez konsula Gnejusza Papiriusza Karbona. W tym samym roku 113 p.n.e. ich najazd odparli Bojowie. Następnie Cymbrowie skierowali się na zachód i wspólnie z Helwetami przekroczyli Ren i weszli do Galii. W 105 p.n.e. razem z Teutonami, Ambronami i Herudami pobili w bitwie pod Arausio (dzisiejsze Orange) dwie rzymskie armie pod wodzą konsulów Gnejusza Maliusza Maksymusa i Serwiliusza Cepiona. Po tej bitwie przed Cymbrami i Teutonami stanęła otworem cała Galia, którą niemiłosiernie złupili. W okolicach Namur Cymbrowie zbudowali warownię Aduatuca, w której zostawili 6 tys. wojowników na straży swoich zdobyczy. Następnie Cymbrowie zainteresowali się Iberią, z której zostali w 103 p.n.e. wyparci przez Celtyberów. W 101 p.n.e. rzymski wódz Gajusz Mariusz rozbił Cymbrów pod Vercellae, gdy ci próbowali wedrzeć się do Italii.
Po tej bitwie Cymbrowie zniknęli z kart historii, zostawiając, jako ślad swojej wędrówki, plemię Aduatuków w okolicach Namur. 
Dziełem Cymbrów jest być może odnaleziony w bagnie Gundestrup tzw. srebrny kocioł z Gundestrup.